# MD Helicopters MD 500
MD Helicopters MD 500 je družina lahkih enomotornih civilnih in vojaških helikopterjev. Razvoj helikopterja, ki je vodil do MD 500 se je začel po zahtevi Ameriške kopenske vojske za lahki oboroženi opazovalni helikopter. Hughes je prestavil Model 369, ki je pozneje postal OH-6 Cayuse. Kasneje je Hughes na podlagi tega helikopterja zasnoval civilnega Hughes 500 - predhodnik MD 500. 

## Tehnične specifikacije (Model 500C)
Podatki iz The International Directory of Civil Aircraft
Splošne karakteristike
- Posadka: 1-2
- Število sedežev: skupaj 5
- Dolžina: 30 ft 10 in (9,4 m)
- Premer rotorja: 26 ft 4 in (8,03 m)
- Višina: 8 ft 2 in (2,48 m)
- Teža praznega letala: 1088 lb (493 kg)
- Maks. vzletna teža: 2250 lb (1157 kg)
- Pogon letala: 1 ×  Turbogredni motor Allison 250-C20, 278 KM (207 kW)

 Zmogljivost 
- Maks. hitrost: 152 vozlov (175 mph, 282 km/h)
- Potovalna hitrost: 125 vozlov (144 mph, 232 km/h)
- Doseg: 375 mi (605 km)
- Višina leta: 16000 ft (4875 m)
- Hitrost vzpenjanja: 1700 ft/min (8,6 m/s)

## Tehnične specifikacije (Model 500E)
Podatki iz »MD Helicopters web site« (PDF). Arhivirano iz prvotnega spletišča (PDF) dne 22. januarja 2012. Pridobljeno 10. septembra 2014.
Splošne karakteristike
- Posadka: 1-2
- Število sedežev: skupaj 5
- Dolžina: 30,81 ft (9,4 m)
- Premer rotorja: 26,4 ft (8,1 m)
- Višina: 8,4 ft (2,6 m)
- Površina rotorjev: 586,8 ft² (54,5 m²)
- Teža praznega letala: 1481 lb (672 kg)
- Maks. vzletna teža: 3000 lb (1361 kg)
- Pogon letala: 1 ×  Turbogredni motor Allison 250-C20B, 420 KM (313 kW)

 Zmogljivost 
- Maks. hitrost: 152 vozlov (175 mph, 282 km/h)
- Potovalna hitrost: 135 vozlov (155 mph, 250 km/h)
- Doseg: 267 mi (429 km)
- Višina leta: 16000 ft (4877 m)
- Hitrost vzpenjanja: 1770 ft/min (9 m/s)

## Tehnične specifikacije (MD 530F)
Podatki iz The International Directory of Civil Aircraft
Splošne karakteristike
- Posadka: 1-2
- Število sedežev: skupaj 5
- Dolžina: 32 ft 7 in (9,94 m)
- Premer rotorja: 27 ft 4 in (8,33 m)
- Višina: 8 ft 9 in (2,48 m)
- Površina rotorjev: 587,5 sq ft (54,6 sq m)
- Teža praznega letala: 1591 lb (722 kg)
- Maks. vzletna teža: 3550 lb (1610 kg)
- Pogon letala: 1 ×  Turbogredni motor Allison 250-C30, 650 KM (485 kW)

 Zmogljivost 
- Maks. hitrost: 152 vozlov (175 mph, 282 km/h)
- Potovalna hitrost: 135 vozlov (155 mph, 250 km/h)
- Doseg: 232 nmi (267 mi, 430 km)
- Višina leta: 18700 ft (5700 m)
- Hitrost vzpenjanja: 2070 ft/min (10,5 m/s)